# Ballon porte antenne

Dès le début du XXe siècle, le ballon porte antenne était l'un des premiers dispositifs capables d'élever une antenne radioélectrique pour la réception des ondes radioélectriques des basse fréquence et moyenne fréquence.

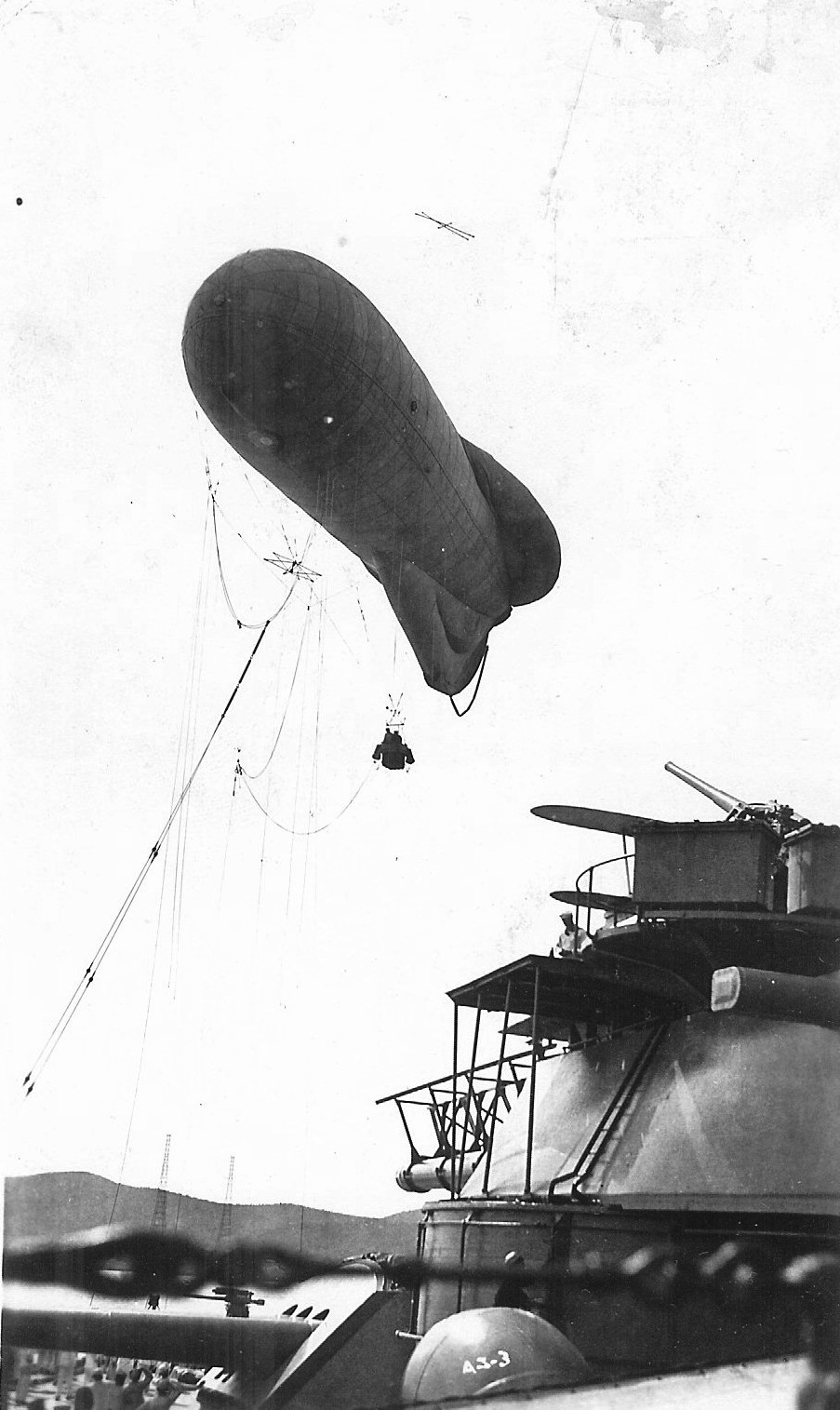
Un ballon porte antenne a été déployé à partir de l', avec un équipage de deux hommes.

## Historique
Dès le début du XXe siècle. La réception puissante des postes éloignes sur les bandes radios nécessite de longues et surtout de hautes antennes radioélectriques, qu'il est impossible à l'amateur de télégraphie sans fil de posséder, s'il désire entendre les postes lointains. Un moyen simple est l'emploi du cerf-volant porte-antenne, qui permet de reculer d'une manière importante la limite des réceptions ordinaires des bandes basses, et sans modifier en rien le poste de réception à galène proprement dit.

## Applications
Dès le début du XXe siècle. Les stations de T.S.F. permirent la réception dans les bandes radios, des signaux de la tour Eiffel.

## Principe
- L'antenne radioélectrique pour être efficace est un fil électrique long d'une demi-onde (de plusieurs centaines de mètres) soutenue par un ballon porte antenne[1] pour la réception des ondes radioélectriques des basse fréquence et moyenne fréquence.
- Un ballon sphérique d'un diamètre 2 mètres, poids de la sphère 2,5 kg, volume 6 m3 d'hélium dispose d'une force capable de tendre énergiquement un fil électrique de 1,8 kg.
- L'antenne radioélectrique peut être tendues entre 2, 3 ou 4 mats (réalisé par les cordes de retenues de plusieurs ballons).
- L'antenne dipolaire en « V » inversé demi-onde peut être supportée sur la corde de retenue du ballon.

## Réglementation aérienne
Sur le territoire français, (sauf zones interdites aux vols) l'ascension de ballons captifs s'effectue librement tant que le sommet de l'enveloppe n'excède pas une hauteur de 50 mètres.
Pour une hauteur comprise entre 50 et 150 mètres une autorisation spécifique peut être accordée par le directeur de l'aviation civile (plusieurs câbles de retenue du ballon peuvent être demandés).
Et au-delà de 150 mètres l'ascension de ballons captifs fait l'objet d'un plan de vol. Le ballon captif inhabité fait partie des aéronefs civils qui ne transportent aucune personne à bord (  ) avec des feux réglementaires des aéronefs. Les aéronefs captifs et leur câble de retenue doivent porter des feux correspondant au balisage d’un obstacle artificiel de même hauteur (  ).

## Météorologie compromettante
Météorologie compromettant le ballon porte antenne :
- Vents supérieurs à la force 6 (40 km).
- Tempête
- Rafales de vent
- Les effets tourbillons des vents en dessous d’une altitude de 15 mètres.
- Fortes précipitations de pluie.
- La pluie battante.
- Orage.
- Grêles.
- Chute de neige.
- Baisse rapide de la température.
- En présence d’une baisse de température l’hélium du ballon perd du volume et le ballon prend une forme dégonflée (ses capacités sont diminuées).

- Le ballon se dégonfle naturellement (la perte d’hélium est de 1 % par jour).